# Đa ngôn ngữ

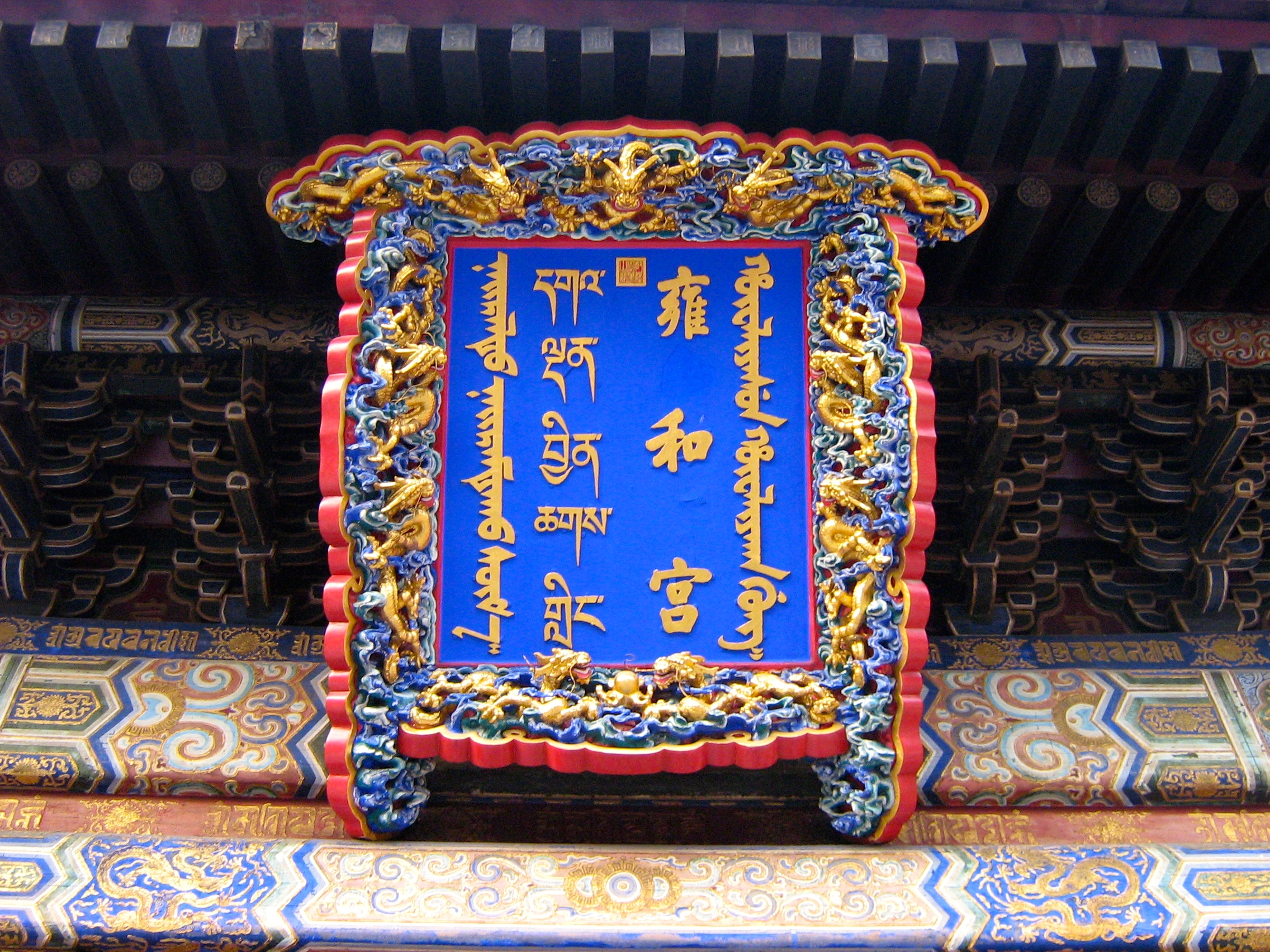
Tấm biển tại Ung Hòa cung tại Bắc Kinh, Trung Quốc, từ phải sang trái viết bằng tiếng Mãn, tiếng Hán, tiếng Tạng, tiếng Mông Cổ.

Biểu trưng của chính quyền Liên bang Thụy Sĩ, bằng 4 ngôn ngữ ở quốc gia này (Đức, Pháp, Ý và tiếng Romansh)

Đa ngữ thuật  (tiếng Anh: multilingualism) là việc sử dụng hai hay nhiều ngoại ngữ (đa ngôn ngữ) bởi một cá nhân hoặc một cộng đồng. Người ta tin rằng số lượng người sử dụng đa ngôn ngữ đông hơn cộng đồng đơn ngữ trên toàn bộ dân số thế giới. Hơn một nửa số dân cư châu Âu được cho là thông thạo ít nhất một ngôn ngữ khác ngoài tiếng mẹ đẻ của họ.
Đa ngữ thuật đang trở thành một hiện tượng xã hội được chi phối bởi nhu cầu của toàn cầu hóa và sự cởi mở về văn hóa. Do sự dễ dàng tiếp cận với thông tin hỗ trợ bởi Internet, việc tiếp xúc với nhiều ngôn ngữ của cá nhân ngày càng trở nên thường xuyên, do đó thúc đẩy nhu cầu có thêm ngôn ngữ. Những người biết nhiều thứ tiếng cũng được gọi là người nói đa ngữ (polyglot).
Người thạo nhiều thứ tiếng đã được tiếp nhận và duy trì ít nhất một ngôn ngữ từ thời ấu thơ, cái được gọi là ngôn ngữ thứ nhất (L1). Ngôn ngữ đầu tiên (đôi khi còn gọi là tiếng mẹ đẻ) được ghi dấu ấn không cần qua giáo dục chính thống, bởi cơ chế tiếp nhận ngôn ngữ bất đồng nghiêm trọng. Trẻ em tiếp thu hai ngôn ngữ theo cách này được gọi là song ngữ đồng thời. Ngay cả trong trường hợp song ngữ đồng thời, một ngôn ngữ sẽ thường chiếm ưu thế hơn cái còn lại. Người biết nhiều hơn một ngoại ngữ được ghi nhận là sẽ chiếm ưu thế hơn người chỉ biết một thứ tiếng trong việc học ngôn ngữ mới. Thêm vào đó, những người có thể giao tiếp song ngữ có những lợi thế về kinh tế quan trọng hơn những người chỉ biết đơn ngữ, việc thành thạo hai ngoại ngữ trở lên có thể giúp các cá nhân thực hiện những công việc như giao dịch tương tác với các đối tác sử dụng ngôn ngữ thiểu số.
Đa ngữ thuật trong máy tính có thể được coi là một phần của một sự liên tục giữa quốc tế hóa và nội địa hóa. Nhờ có trạng thái bằng tiếng Anh trong máy tính mà công việc phát triển phần mềm gần như luôn ứng dụng đa ngôn ngữ (ngoài ra còn có các ngôn ngữ lập trình không phải tiếng Anh) nên hầu hết tất cả phần mềm thương mại ban đầu đều có sẵn phiên bản bằng tiếng Anh, cùng với các phiên bản đa ngôn ngữ có thể là lựa chọn thay thể dựa trên phiên bản gốc bằng tiếng Anh.
Canada công nhận tiếng Anh và tiếng Pháp là ngôn ngữ chính thức, Tây Ban Nha công nhận tiếng Tây Ban Nha là ngôn ngữ chính thức nhưng tiếng Catalan, tiếng Basque và tiếng Galicia được công nhận là ngôn ngữ phụ chính thức. Cần phân biệt với những ngôn ngữ được sử dụng tại 1 quốc gia nhưng không có địa vị chính thức và chỉ được sử dụng ở vùng, tỉnh ví dụ tiếng Chăm của người Chăm ở Việt Nam.

## Lịch sử
Việc sử dụng từ đa ngôn ngữ đầu tiên được ghi nhận bắt nguồn từ tiếng Anh vào những năm 1800 như một sự kết hợp của đa (nhiều) và ngôn ngữ (liên quan đến các ngôn ngữ, với từ tồn tại từ thời Trung Cổ). Tuy nhiên, hiện tượng này đã cũ như chính bản thân các ngôn ngữ khác nhau.
Cùng với nhau, giống như nhiều ngôn ngữ khác nhau, đa ngôn ngữ thời hiện đại vẫn gặp còn tồn tại ở một số người nói cùng một ngôn ngữ. Biển hiệu song ngữ đại diện cho vô số ngôn ngữ trong một loạt các văn bản với từng cách viết.

## Định nghĩa

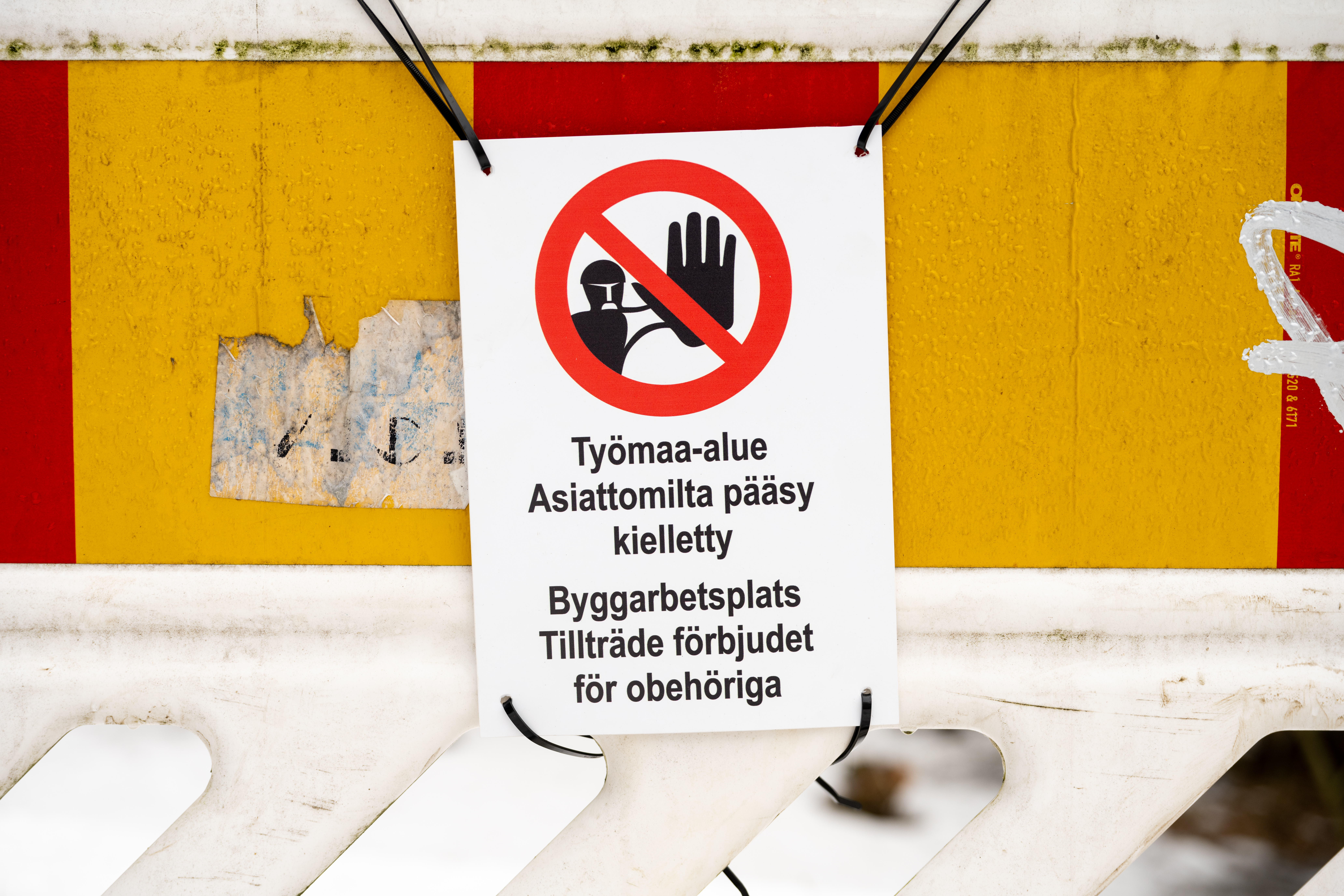
Biển báo cấm xâm phạm bằng song ngữ tại một công trường ở Helsinki; dòng chữ bên trên bằng tiếng Phần Lan và dòng bên dưới là tiếng Thụy Điển.

Định nghĩa của đa ngôn ngữ là một chủ đề tranh luận giống như định nghĩa về sự trôi chảy của ngôn ngữ. Ở một đầu của một chuỗi liên tục ngôn ngữ, người ta có thể định nghĩa đa ngôn ngữ là khả năng hoàn toàn và thông thạo nhiều hơn một ngôn ngữ. Người nói có lẽ sẽ có đầy đủ kiến thức và khả năng kiểm soát các ngôn ngữ và do đó nghe như người bản ngữ. Ở một thái cực khác sẽ là những người biết đủ các cụm từ để đi du lịch với tư cách là khách du lịch bằng cách sử dụng ngôn ngữ thay thế. Kể từ năm 1992, Vivian Cook đã lập luận rằng hầu hết những người giao tiếp đa ngôn ngữ nằm ở đâu đó giữa định nghĩa tối thiểu và tối đa. Cook gọi những người này là người đa năng. Thuật ngữ 'đa năng lực' (multi‐competence) được sử dụng để xác định kiến thức của một cá nhân đối với ngôn ngữ mẹ đẻ và ngôn ngữ thứ hai.
Ngoài ra, không có định nghĩa nhất quán về những gì tạo thành một ngôn ngữ riêng biệt. Ví dụ, các học giả thường không đồng ý liệu tiếng Scotland là một ngôn ngữ theo đúng nghĩa của nó hay chỉ đơn thuần là một phương ngữ của tiếng Anh. Hơn nữa, thứ được coi là ngôn ngữ có thể thay đổi, thường là vì những lý do chính trị thuần túy. Một ví dụ là việc tạo ra tiếng Serbo-Croatia như một ngôn ngữ chuẩn trên cơ sở phương ngữ Đông Herzegovinian để hoạt động như ngôn ngữ ô cho nhiều phương ngữ Nam Slav; sau khi Nam Tư tan rã, nó được chia thành Serbia, Croatia, Bosnia và Montenegro. Một ví dụ khác là tiếng Ukraina đã bị sa hoàng Nga loại bỏ như một phương ngữ Nga để ngăn cản tình cảm dân tộc.
Ngày nay, học sinh của nhiều quốc gia độc lập nhỏ buộc phải học nhiều ngôn ngữ do ảnh hưởng của sự tương tác giữa các nước. Ví dụ, tại Phần Lan, tất cả trẻ em được yêu cầu học ít nhất ba ngôn ngữ: hai ngôn ngữ quốc gia (Phần Lan và Thụy Điển) và một ngoại ngữ (thường là tiếng Anh). Nhiều học sinh Phần Lan cũng học thêm các ngôn ngữ khác, chẳng hạn như tiếng Đức hoặc tiếng Nga.
Ở một số quốc gia lớn sử dụng nhiều ngôn ngữ, chẳng hạn như Ấn Độ, học sinh sẽ được dạy nhiều ngôn ngữ tùy thuộc vào địa điểm cư trú tại đất nước đó.
Ở nhiều quốc gia, song ngữ xuất hiện thông qua các mối quan hệ quốc tế, trong đó tiếng Anh là ngôn ngữ phổ biến toàn cầu, đôi khi dẫn đến đa số là song ngữ ngay cả khi các quốc gia chỉ có một ngôn ngữ chính thức trong nước. Điều này đặc biệt xảy ra ở các khu vực thuộc Đức như Scandinavia, Benelux và giữa các cộng đồng nói tiếng Đức, nhưng nó cũng đang mở rộng sang một số quốc gia không thuộc Đức.

## Quá trình tiếp thu

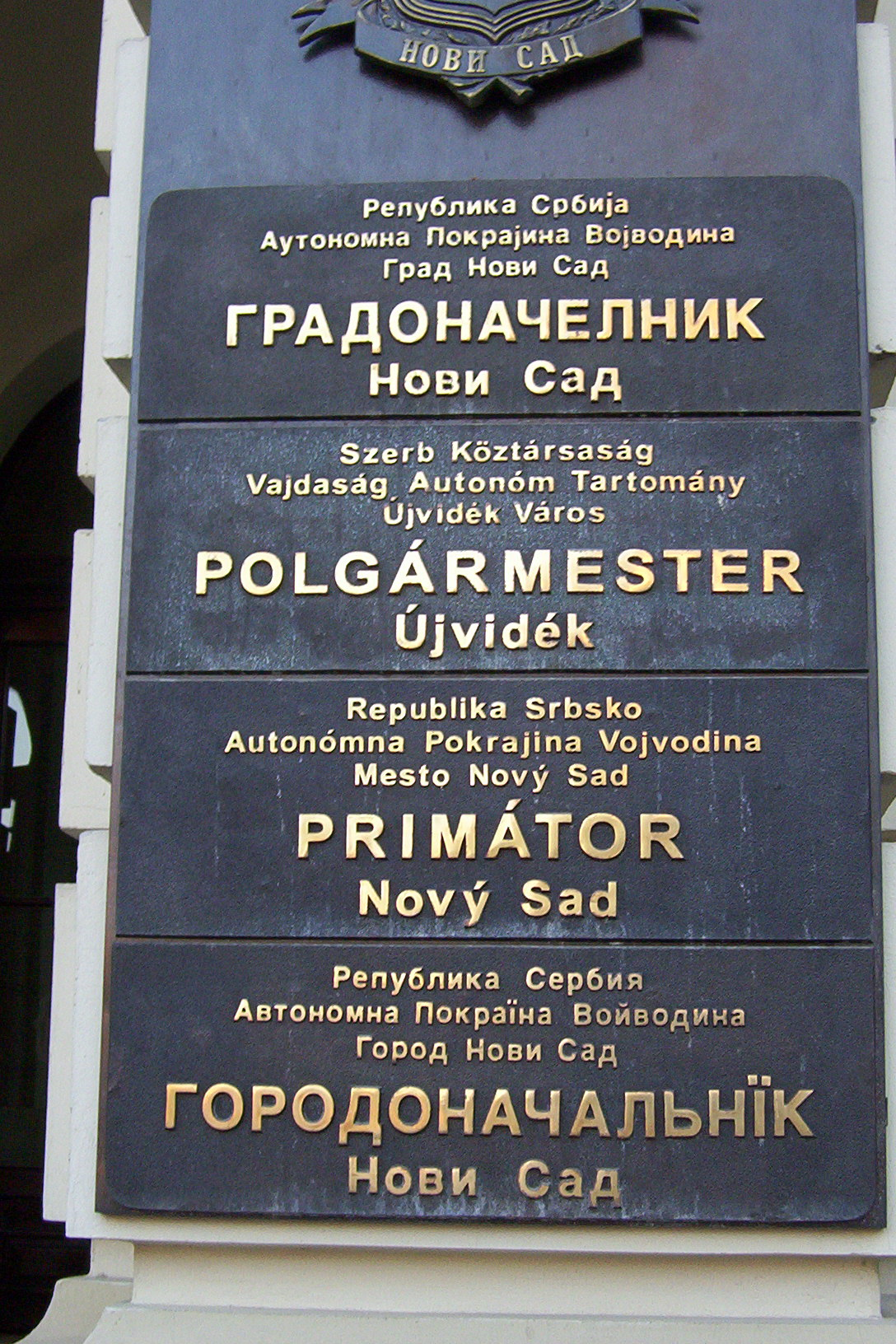
Biển hiệu đa ngôn ngữ bên ngoài văn phòng thị trưởng tại Novi Sad, viết bằng 4 ngôn ngữ chính thức của thành phố: Tiếng Serbia, tiếng Hungary, tiếng Slovak và tiếng địa phương Rusyn vùng Pannonia.

Một quan điểm là của nhà ngôn ngữ học Noam Chomsky trong cái mà ông gọi là thiết bị thu nhận ngôn ngữ của con người — một cơ chế cho phép người học tái tạo một cách chính xác các quy tắc và một số đặc điểm khác của ngôn ngữ mà những người nói xung quanh sử dụng. Theo Chomsky, thiết bị này bị hao mòn theo thời gian và thường không được sử dụng ở tuổi dậy thì, thiết bị này được ông sử dụng để giải thích kết quả kém mà một số thanh thiếu niên và người lớn mắc phải khi học các khía cạnh của ngôn ngữ thứ hai (L2).
Nếu học ngôn ngữ là một quá trình nhận thức, chứ không phải là một thiết bị thu nhận ngôn ngữ, như trường học do Stephen Krashen đứng đầu đề xuất, thì sẽ chỉ có sự khác biệt tương đối, không phân loại, giữa hai loại hình học ngôn ngữ.
Rod Ellis trích dẫn kết quả nghiên cứu rằng trẻ em học ngôn ngữ thứ hai càng sớm thì chúng càng phát triển tốt hơn về mặt phát âm. Các trường học ở Châu Âu thường cung cấp các lớp học ngoại ngữ thứ hai cho học sinh của họ từ rất sớm, do sự liên kết với các nước láng giềng với các ngôn ngữ khác nhau. Hầu hết sinh viên châu Âu hiện nay học ít nhất hai ngoại ngữ, một quá trình được khuyến khích bởi Liên minh châu Âu.
Dựa trên nghiên cứu trong cuốn sách của Ann Fathman là The Relationship between age and second language productive ability, (tạm dịch: 'Mối quan hệ giữa tuổi tác và khả năng tạo ra ngôn ngữ thứ hai')  có sự khác biệt về tốc độ học các hình thái, cú pháp và âm vị học tiếng Anh dựa trên sự khác biệt về độ tuổi, nhưng thứ tự tiếp thu trong việc học ngôn ngữ thứ hai không thay đổi theo độ tuổi.
Trong lớp ngôn ngữ thứ hai, sinh viên thường gặp khó khăn trong việc suy nghĩ bằng ngôn ngữ mục tiêu vì họ bị ảnh hưởng bởi các mẫu văn hóa và ngôn ngữ mẹ đẻ của họ. Giáo sư Robert B. Kaplan cho rằng trong các lớp học dạy ngôn ngữ thứ hai, tài liệu dành cho sinh viên nước ngoài không được chú trọng vì sinh viên nước ngoài đang sử dụng phép tu từ và một chuỗi suy nghĩ vi phạm sự mong đợi của người đọc bản xứ. Những sinh viên nước ngoài đã nắm vững cấu trúc cú pháp vẫn chưa thể soạn được các chủ đề, bài báo cáo học kỳ (bài báo nghiên cứu chính được viết bởi một học sinh cho một lớp học hoặc môn học cụ thể trong năm học), luận văn hay luận án.
Robert B. Kaplan mô tả hai từ khóa chính ảnh hưởng đến mọi người khi họ học ngôn ngữ thứ hai. Logic theo cách hiểu bình dân, chứ không phải theo nghĩa của từ này, là cơ sở của phép tu từ, được phát triển từ một nền văn hóa; nó không phải là phổ quát. Vì vậy, tu từ học cũng không phải là phổ biến, mà thay đổi theo từng nền văn hóa và thậm chí tùy từng thời điểm trong một nền văn hóa nhất định. Giáo viên ngôn ngữ biết cách dự đoán sự khác biệt giữa cách phát âm hoặc cấu tạo trong các ngôn ngữ khác nhau, nhưng họ có thể ít rõ ràng hơn về sự khác biệt giữa các phép tu từ, nghĩa là trong cách họ sử dụng ngôn ngữ để thực hiện các mục đích khác nhau, đặc biệt là trong văn bản.
Những người học nhiều ngôn ngữ cũng có thể trải qua quá trình chuyển giao tích cực - quá trình học các ngôn ngữ bổ sung trở nên dễ dàng hơn nếu ngữ pháp hoặc từ vựng của ngôn ngữ mới tương tự với các ngôn ngữ đã nói. Mặt khác, học sinh cũng có thể trải qua quá trình chuyển đổi tiêu cực - sự can thiệp từ các ngôn ngữ đã học ở giai đoạn phát triển sớm hơn trong khi học một ngôn ngữ mới về sau này trong cuộc sống.

### Tiếp thu song ngữ
Trong trường hợp trẻ em học hai hoặc nhiều ngôn ngữ có ít cơ hội để nói một trong những ngôn ngữ đó, thì trẻ em có khả năng hiểu ngôn ngữ đó nhiều hơn khả năng diễn đạt bằng lời nói. Đối với nhiều người học song ngữ, tiếng Anh là ngôn ngữ của môi trường xã hội rộng lớn hơn, và họ có thể đã tiếp xúc nhiều với tiếng Anh trước khi học mẫu giáo. Tuy nhiên, họ có thể đã có ít cơ hội để thực hành sử dụng tiếng Anh. Do đó, những trẻ này có thể bước vào trường mầm non với một số hiểu biết về tiếng Anh.
Quá trình tiếp thu song ngữ khác với quá trình học một ngôn ngữ khác sau khi ngôn ngữ đầu tiên đã được thành lập. Trẻ em không được học các ngôn ngữ một cách bình đẳng, vì có sự mất cân bằng mạnh mẽ về việc ngôn ngữ được sử dụng thường xuyên hơn. Ví dụ, trong trường hợp trẻ học ở các trường không hỗ trợ ngôn ngữ mẹ đẻ và trẻ có nhiều cơ hội tiếp xúc và thực hành tiếng Anh hơn ngôn ngữ mẹ đẻ, trẻ có thể trở thành một người dễ tiếp thu song ngữ trong ngôn ngữ mẹ đẻ của mình.
Không có sự thống nhất về thời điểm trẻ em trở nên tiếp thu song ngữ. Thông qua việc tiếp xúc với một ngôn ngữ khác qua ti vi, đài phát thanh và trò chuyện với anh chị lớn hơn, trẻ em có thể tiếp thu một số tiếng Anh một cách thụ động, nhưng chúng không được coi là song ngữ.
Những người tiếp thu song ngữ được là những người có thể hiểu ngôn ngữ thứ hai nhưng không thể nói được ngôn ngữ đó hoặc khả năng nói ngôn ngữ đó bị ức chế bởi các rào cản tâm lý. Tiếp thu song ngữ thường gặp ở những người trưởng thành nhập cư vào Hoa Kỳ, những người không nói tiếng Anh như ngôn ngữ mẹ đẻ nhưng có con cái nói tiếng Anh bẩm sinh, thường một phần là do việc giáo dục đứa trẻ đó được thực hiện bằng tiếng Anh; trong khi những bậc phụ huynh là người nhập cư có thể hiểu cả ngôn ngữ mẹ đẻ và tiếng Anh, họ chỉ nói ngôn ngữ mẹ đẻ của họ với con cái của mình. Nếu con cái của họ cũng tiếp thu một cách dễ dàng bằng song ngữ nhưng có hiệu quả tiếng Anh đơn ngữ, thì trong suốt cuộc trò chuyện, cha mẹ sẽ nói ngôn ngữ mẹ đẻ của họ và trẻ em sẽ nói tiếng Anh. Tuy nhiên, nếu con cái của họ học song ngữ một cách hiệu quả, những đứa trẻ đó có thể trả lời bằng ngôn ngữ mẹ đẻ của cha mẹ, bằng tiếng Anh hoặc kết hợp cả hai ngôn ngữ, thay đổi lựa chọn ngôn ngữ của chúng tùy thuộc vào các yếu tố như nội dung, ngữ cảnh của cuộc giao tiếp và / hoặc cường độ cảm xúc và sự hiện diện hoặc vắng mặt của người nói là bên thứ ba của ngôn ngữ này hoặc ngôn ngữ khác.
Phương án thay thế thứ ba đại diện cho hiện tượng "chuyển đổi mã"  xảy ra khi một người nói xen kẽ giữa hai hoặc nhiều ngôn ngữ khác nhau, trong ngữ cảnh của một cuộc trò chuyện hoặc tình huống, trong đó bên song ngữ hiệu quả với một giao tiếp chuyển đổi ngôn ngữ trong quá trình giao tiếp đó. Những người tiếp thu song ngữ một cách nhạy bén, đặc biệt là trẻ em, có thể nhanh chóng đạt được khả năng nói lưu loát bằng cách dành nhiều thời gian trong những tình huống mà họ được yêu cầu nói ngôn ngữ mà trước đó họ chỉ hiểu một cách thụ động. Cho đến khi cả hai thế hệ đạt được khả năng nói thành thạo, không phải tất cả các định nghĩa về song ngữ đều mô tả chính xác đặc điểm của gia đình nói chung, nhưng sự khác biệt về ngôn ngữ giữa các thế hệ trong gia đình thường ít hoặc không ảnh hưởng đến chức năng của gia đình. Khả năng tiếp thu song ngữ ở một ngôn ngữ như được bộc lộ bởi một người nói ngôn ngữ khác, hoặc thậm chí như được thể hiện bởi hầu hết những người nói ngôn ngữ đó, không giống như khả năng hiểu lẫn nhau của các ngôn ngữ; ngôn ngữ thứ hai là thuộc tính của một cặp ngôn ngữ, cụ thể là hệ quả của sự tương đồng về từ vựng và ngữ pháp cao về mặt khách quan giữa các ngôn ngữ đó (ví dụ: tiếng Na Uy và tiếng Thụy Điển), trong khi ngôn ngữ trước là tài sản của một hoặc nhiều người và được xác định bởi chủ quan hoặc các yếu tố liên quan, chẳng hạn như mức độ phổ biến của các ngôn ngữ tương ứng trong lịch sử cuộc đời (bao gồm quá trình nuôi dưỡng trong gia đình, môi trường giáo dục và văn hóa xung quanh) của một người hoặc nhiều người.

### Thứ tự tiếp nhận
Trong song ngữ tuần tự, người học được hướng dẫn đọc viết bằng ngôn ngữ mẹ đẻ của họ cho đến khi họ đạt được trình độ ở ngưỡng đọc viết thông thạo. Một số nhà nghiên cứu sử dụng ba tuổi là tuổi mà một đứa trẻ có năng lực giao tiếp cơ bản bằng ngôn ngữ đầu tiên của chúng (Kessler, 1984). Trẻ em có thể trải qua một quá trình tiếp thu tuần tự nếu chúng di cư khi còn nhỏ đến một quốc gia sử dụng ngôn ngữ khác hoặc nếu đứa trẻ chỉ nói ngôn ngữ di sản của mình ở nhà cho đến khi chúng được hòa mình vào môi trường trường học, nơi hướng dẫn được cung cấp bằng một ngôn ngữ khác.
Trong song ngữ đồng thời, ngôn ngữ mẹ đẻ và ngôn ngữ cộng đồng được giảng dạy đồng thời. Lợi thế là kết quả của việc biết đọc, biết viết bằng hai ngôn ngữ. Tuy nhiên, giáo viên phải thông thạo cả hai ngôn ngữ và cả các kỹ năng dạy ngôn ngữ thứ hai.
Các giai đoạn mà trẻ em trải qua trong quá trình tiếp thu tuần tự một cách gián tiếp hơn so với việc tiếp thu đồng thời và có thể khác nhau rất nhiều giữa các trẻ. Tiếp thu tuần tự là một quá trình phức tạp hơn và kéo dài hơn, mặc dù không có dấu hiệu nào cho thấy trẻ không chậm phát triển ngôn ngữ cuối cùng kém thành thạo hơn so với song ngữ, miễn là chúng nhận được đầu vào đầy đủ bằng cả hai ngôn ngữ.
Một mô hình tọa độ cho rằng thời gian bằng nhau nên được dành cho việc giảng dạy riêng biệt bằng ngôn ngữ mẹ đẻ và ngôn ngữ cộng đồng. Tuy nhiên, lớp học tiếng mẹ đẻ tập trung vào khả năng đọc viết cơ bản trong khi lớp học ngôn ngữ cộng đồng tập trung vào các kỹ năng nghe và nói. Song ngữ không nhất thiết có nghĩa là một người có thể nói, chẳng hạn như tiếng Anh và tiếng Pháp.

#### Kết quả
Nghiên cứu đã phát hiện ra rằng sự phát triển năng lực trong ngôn ngữ mẹ đẻ đóng vai trò là nền tảng của sự thành thạo có thể được chuyển sang ngôn ngữ thứ hai - giả thuyết cơ bản phổ biến. Công việc của Cummins đã tìm cách khắc phục nhận thức được truyền bá vào những năm 1960 rằng việc học hai ngôn ngữ được tạo ra cho hai mục tiêu cạnh tranh.
Niềm tin là hai ngôn ngữ loại trừ lẫn nhau và việc học ngôn ngữ thứ hai yêu cầu các yếu tố không phân biệt và động lực của ngôn ngữ thứ nhất để phù hợp với ngôn ngữ thứ hai. Bằng chứng cho quan điểm này dựa trên thực tế là một số lỗi trong việc tiếp thu ngôn ngữ thứ hai có liên quan đến các quy tắc của ngôn ngữ thứ nhất.
Một sự phát triển mới khác đã ảnh hưởng đến lập luận ngôn ngữ học về khả năng đọc viết song ngữ là khoảng thời gian cần thiết để có được ngôn ngữ thứ hai. Trong khi trước đây trẻ em được cho là có khả năng học một ngôn ngữ trong vòng một năm, ngày nay các nhà nghiên cứu tin rằng trong và trên toàn bộ môi trường học tập, khoảng thời gian này là gần 5 năm.
Tuy nhiên, một kết quả thú vị của các nghiên cứu vào đầu những năm 1990 đã xác nhận rằng những học sinh hoàn thành chương trình giảng dạy song ngữ có kết quả học tập tốt hơn. Những học sinh này thể hiện sự co giãn về nhận thức hơn bao gồm khả năng phân tích các mô hình trực quan tốt hơn. Mô hình trực quan là một chuỗi các hình ảnh hoặc đối tượng hình học được tạo ra dựa trên một số quy tắc. Một số mô hình trực quan được tạo thành từ một chuỗi các hình ảnh hoặc đối tượng hình học lặp đi lặp lại. Những học sinh được giảng dạy song ngữ hai chiều trong đó yêu cầu trình độ thông thạo cả hai ngôn ngữ như nhau sẽ đạt được trình độ cao hơn. Ví dụ về các chương trình như vậy bao gồm các trường quốc tế và đa quốc gia.

## Nghiên cứu thêm
- Komorowska, Hanna (2011). Issues in Promoting Multilingualism. Teaching – Learning – Assessment. Warsaw: Foundation for the Development of the Education System. ISBN 978-83-62634-19-4.
- Bhatia, Tej; Ritchie, William C. (2004). The Handbook of Bilingualism. Oxford: Blackwell publishing. ISBN 978-0-631-22735-9.
- Burck, Charlotte (2007). Multilingual Living. Basingstoke: Palgrave Macmillan. ISBN 978-0-230-55433-7.
- Romaine, Suzanne (1995). Bilingualism. Oxford: Blackwell. ISBN 978-0-631-19539-9.